# Лонжин (гміна Злавесь-Велька)
Лонжин (пол. Łążyn) — село в Польщі, у гміні Злавесь-Велика Торунського повіту Куявсько-Поморського воєводства.
Населення — 688 осіб (2011).
У 1975-1998 роках село належало до Торунського воєводства.

## Демографія
Демографічна структура станом на 31 березня 2011 року:
|          | Загалом | Допрацездатний вік | Працездатний вік | Постпрацездатний вік |
| -------- | ------- | ------------------ | ---------------- | -------------------- |
| Чоловіки | 337     | 93                 | 212              | 32                   |
| Жінки    | 351     | 98                 | 184              | 69                   |
| Разом    | 688     | 191                | 396              | 101                  |